# Lillsjön (Västra Vingåkers socken, Södermanland)
Lillsjön är en sjö i Vingåkers kommun i Södermanland och ingår i Nyköpingsåns huvudavrinningsområde.